# Kollumer Museum Mr. Andreae
Kollumer Museum Mr. Andreae is een streekmuseum in Kollum in de Nederlandse provincie Friesland.

## Beschrijving
Het museum is vernoemd naar notaris en historicus Arnoldus Johannes Andreae. Het was vanaf 1980 gevestigd in het voormalige postkantoor. Sinds 2017 is het ondergebracht in multi functioneel centrum 'Oostenburg', een voormalig werkhuis voor armen uit 1838. De vaste collectie bevat objecten van inwoners uit Kollumerland omstreeks 1900. Onder het museum valt sinds 2009 het Archeologisch steunpunt Kollum dat in 2016 een plaats kreeg in de hal van het gemeentehuis van Kollumerland.

## Collectie
- Oude ambachten
- Dienstbodekamer
- Stijlkamer
- Fotoatelier
- Schoolklas
- Kruidenierswinkeltje
- Kostuumafdeling
- Bibliotheek